# Újszász vasútállomás
Újszász vasútállomás egy Jász-Nagykun-Szolnok vármegyei vasútállomás Újszász településen, a MÁV üzemeltetésében. A város központjától délnyugatra helyezkedik el, a belterület széle közelében, közúti elérését a 3122-es útból kiágazó 31 326-os számú mellékút (települési nevén Baross utca) biztosítja.

## Áthaladó vasútvonalak
- Hatvan–Szolnok-vasútvonal (82)
- Vámosgyörk–Újszász–Szolnok-vasútvonal (86)
- Budapest–Újszász–Szolnok-vasútvonal (120a)

## Kapcsolódó állomások
A vasútállomáshoz az alábbi állomások vannak a legközelebb:
- Tápiógyörgye vasútállomás (Budapest–Újszász–Szolnok-vasútvonal)
- Zagyvarékas megállóhely (Budapest–Újszász–Szolnok-vasútvonal)
- Jászboldogháza-Jánoshida vasútállomás (Hatvan–Újszász-vasútvonal)
- Szászberek megállóhely (Vámosgyörk–Újszász-vasútvonal)

## Megközelítése tömegközlekedéssel
- Helyi busz:  1, 1A, 2A, 3
- Helyközi busz:  531

## Forgalom
| Járat               | Útvonal | Gyakoriság                                                           |
| ------------------- | --- | -------------------------------------------------------------------- |
| S60                 | Budapest-Keleti – Kőbánya felső – Rákos – Rákoshegy – Rákoskert – Ecser – Maglód – Maglódi nyaraló – Gyömrő – Mende – Pusztaszentistván – Sülysáp (– Szőlősnyaraló – Tápiószecső – Szentmártonkáta – Nagykáta – Tápiószentmárton – Farmos – Tápiószele – Tápiógyörgye – Újszász – Zagyvarékas – Szolnok) | Este óránként                                                        |
| G60                 | Budapest-Keleti – Kőbánya felső – Rákos – (Szolnok felé: Rákoshegy → Gyömrő → Mende; Budapest felé: Gyömrő ←) Sülysáp – Szőlősnyaraló – Tápiószecső – Szentmártonkáta – Nagykáta – Tápiószentmárton – Farmos – Tápiószele – Tápiógyörgye – Újszász – Zagyvarékas – Szolnok | Reggel Budapest felé 20–30 percenként, délután Szolnok felé óránként |
| Z60                 | Budapest-Keleti – Kőbánya felső – Rákos – Sülysáp – Szőlősnyaraló – Tápiószecső – Szentmártonkáta – Nagykáta – Tápiószentmárton – Farmos – Tápiószele – Tápiógyörgye – Újszász – Zagyvarékas – Szolnok | Óránként                                                             |
| S820                | Hatvan – Jászfényszaru – Pusztamonostor – Jászberény – Meggyespele – Portelek – Jászboldogháza-Jánoshida – Újszász – Zagyvarékas – Szolnok | Óránként                                                             |
| személyvonat        | Vámosgyörk – Jászárokszállás – Jászdózsa – Jászapáti – Jászkisér – Jászkisér felső – Szellőhát – Jászladány – Szászberek – Újszász – Zagyvarékas – Abonyi út – Szolnok | 2-3 óránként                                                         |
| személyvonat        | Lőkösháza → Kétegyháza → Békéscsaba → Murony → Mezőberény → Csárdaszállás → Gyoma → Nagylapos → Mezőtúr → Kétpó → Tiszatenyő → Szajol → Szolnok → Újszász → Nagykáta → Budapest-Keleti | Napi 1 Budapest felé                                                 |
| Vitorlás InterRégió | Szolnok – Újszász – Nagykáta – Szentmártonkáta – Tápiószecső – Szőlősnyaraló – Sülysáp – Pusztaszentistván – Mende – Gyömrő – Maglódi nyaraló – Maglód – Ecser – Rákoskert – Rákoshegy – Rákos – Kőbánya felső – Ferencváros – Budapest-Kelenföld – Velence – Székesfehérvár – Balatonaliga – Szabadisóstó – Szabadifürdő – Siófok – Balatonszéplak felső – Balatonszéplak alsó – Zamárdi felső – Zamárdi – Szántód – Balatonföldvár – Balatonszemes – Balatonlelle – Balatonboglár – Fonyódliget – Fonyód | Nyári hétvégéken napi 1 pár                                          |

## Képgaléria

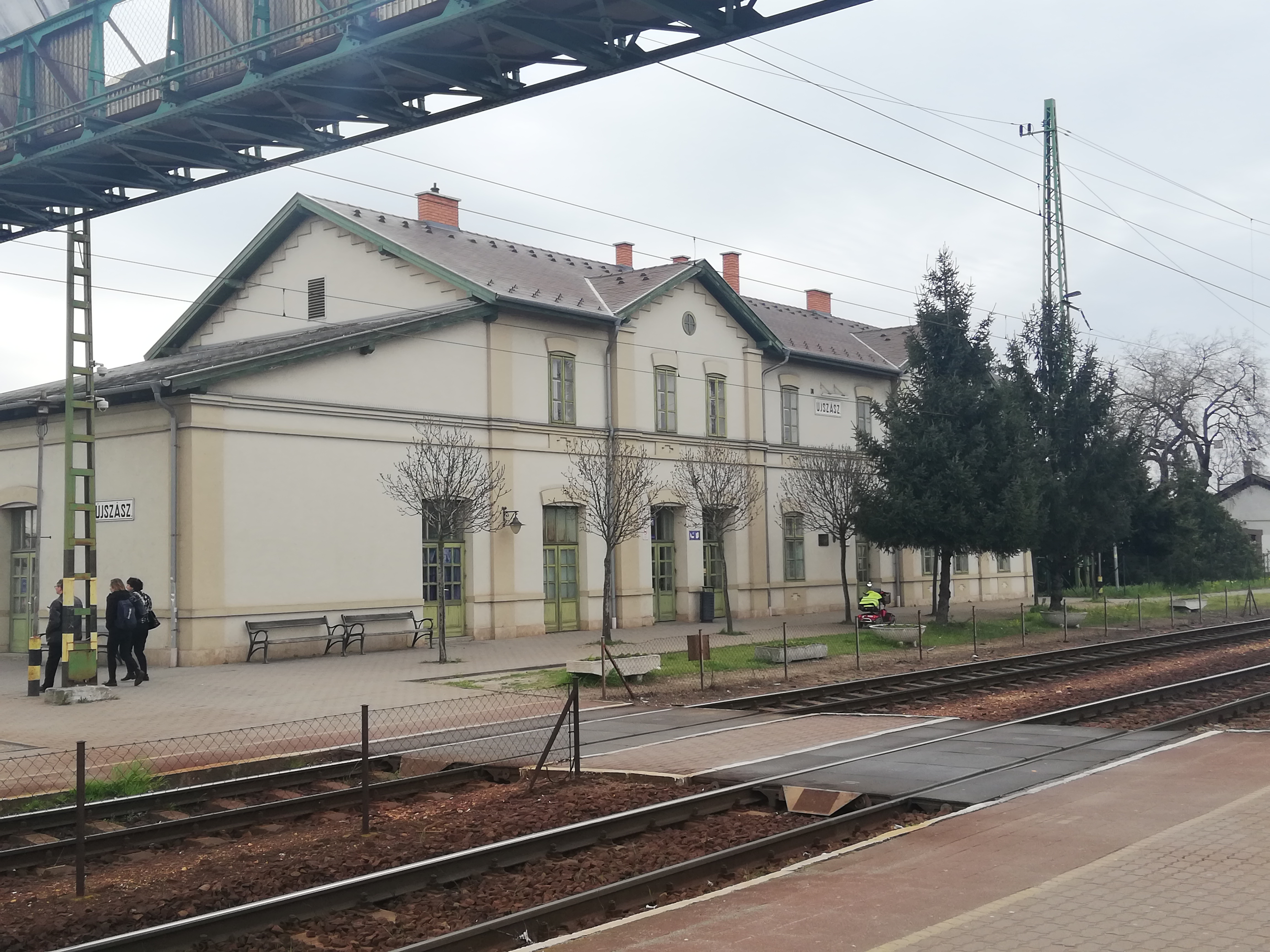
Újszász vasútállomás
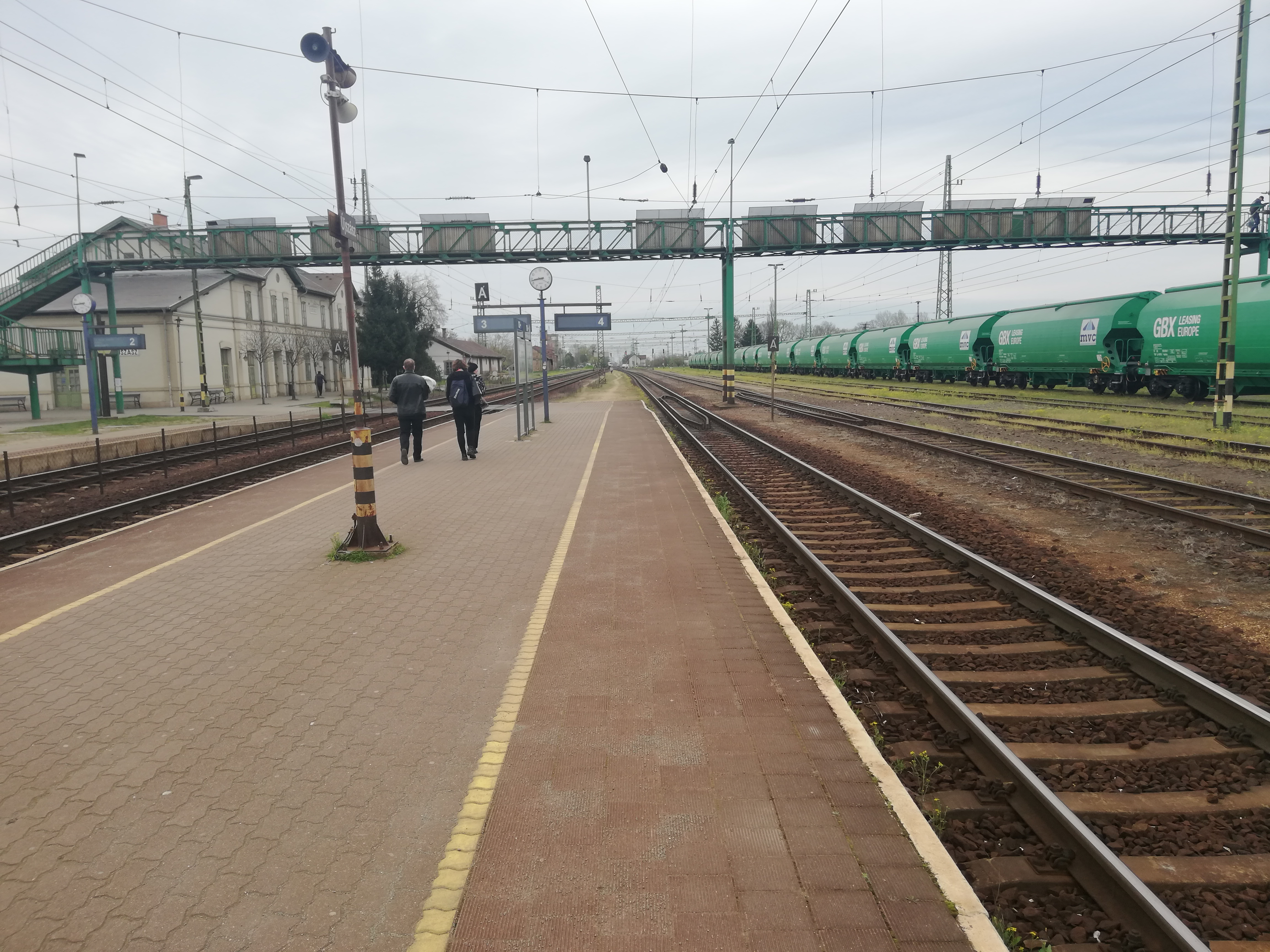
Újszász vasútállomás Szolnok felé nézve
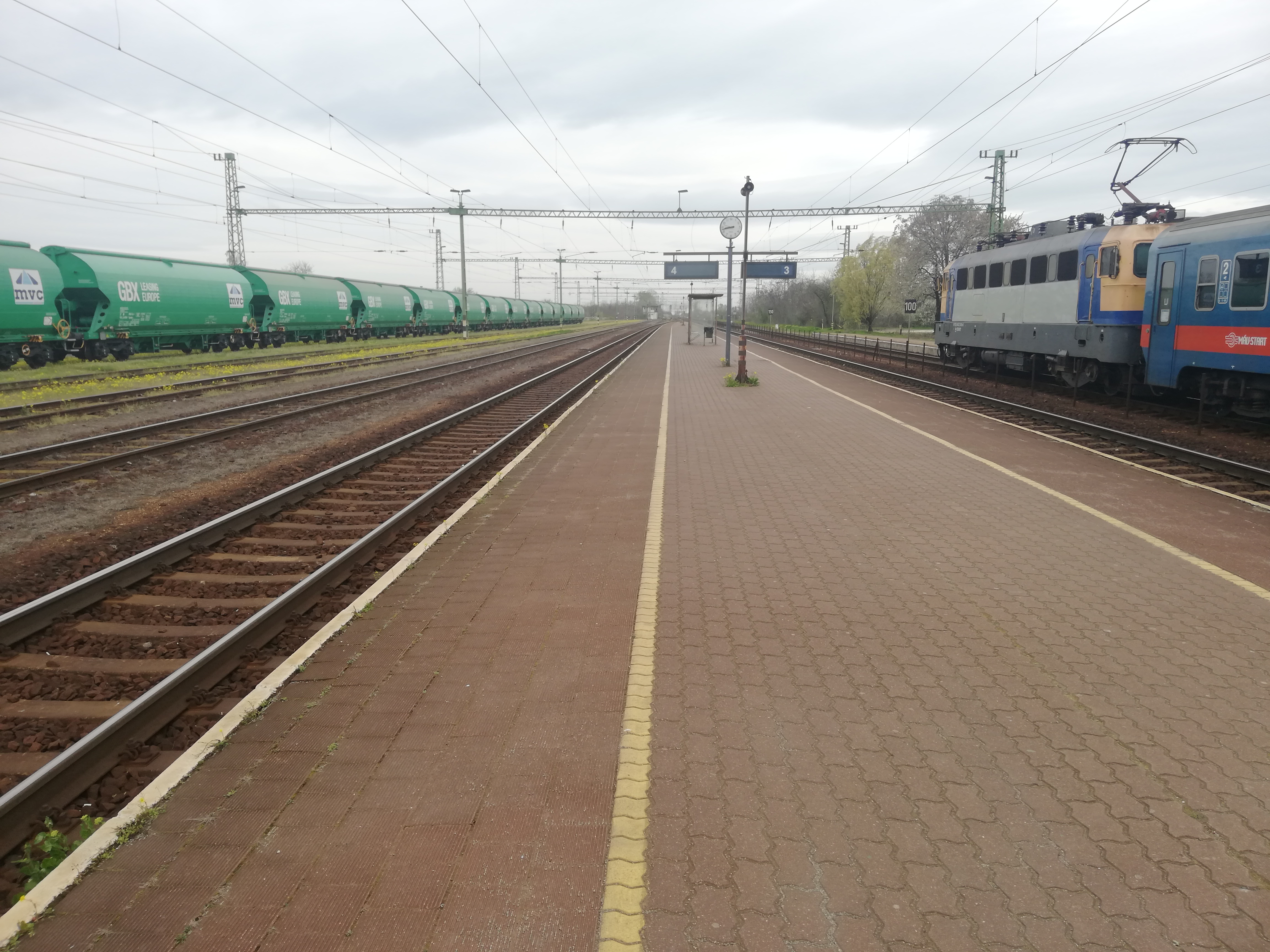
Újszász vasútállomás Budapest felé nézve
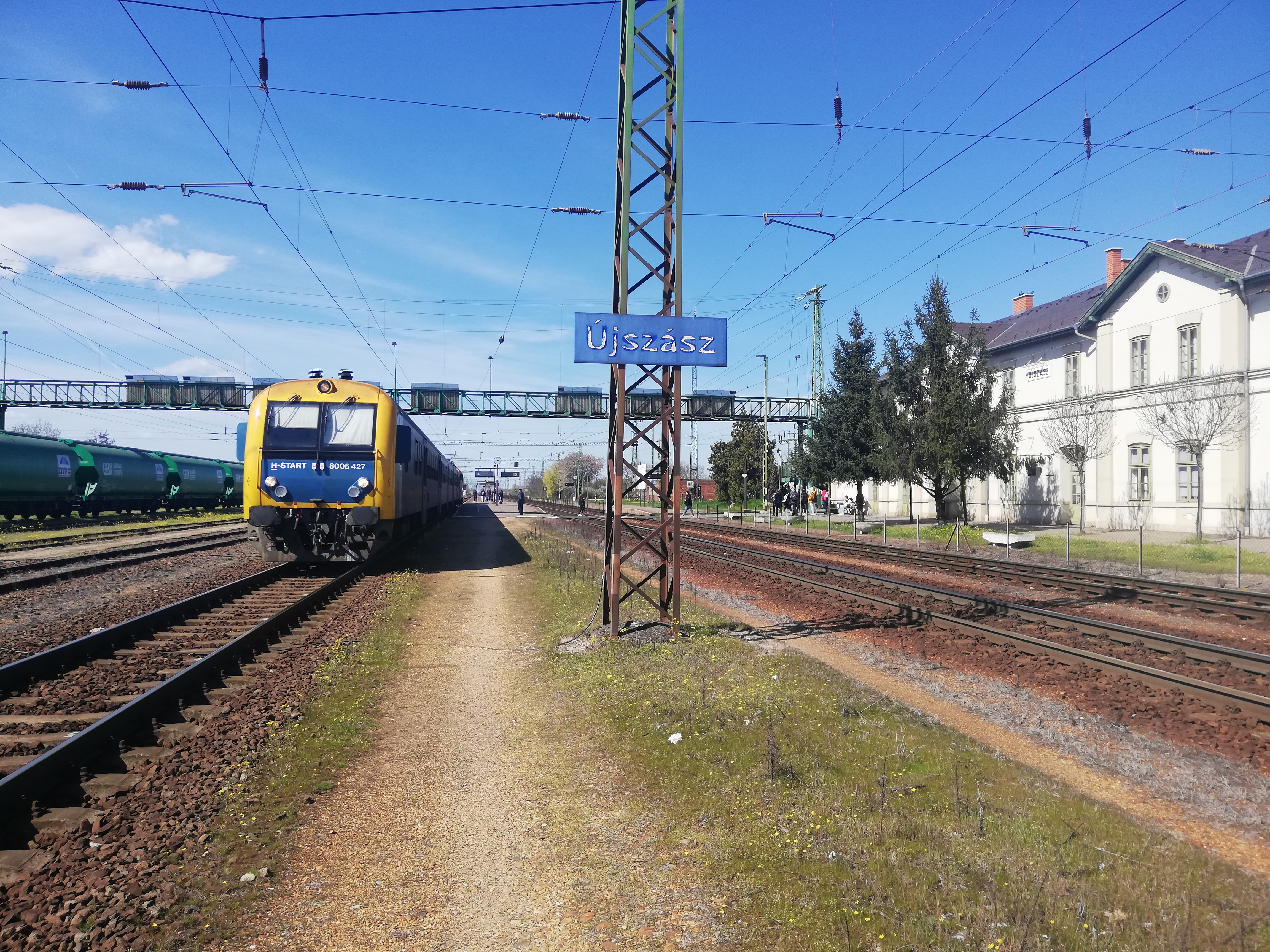
Vonat indul Szolnok felé
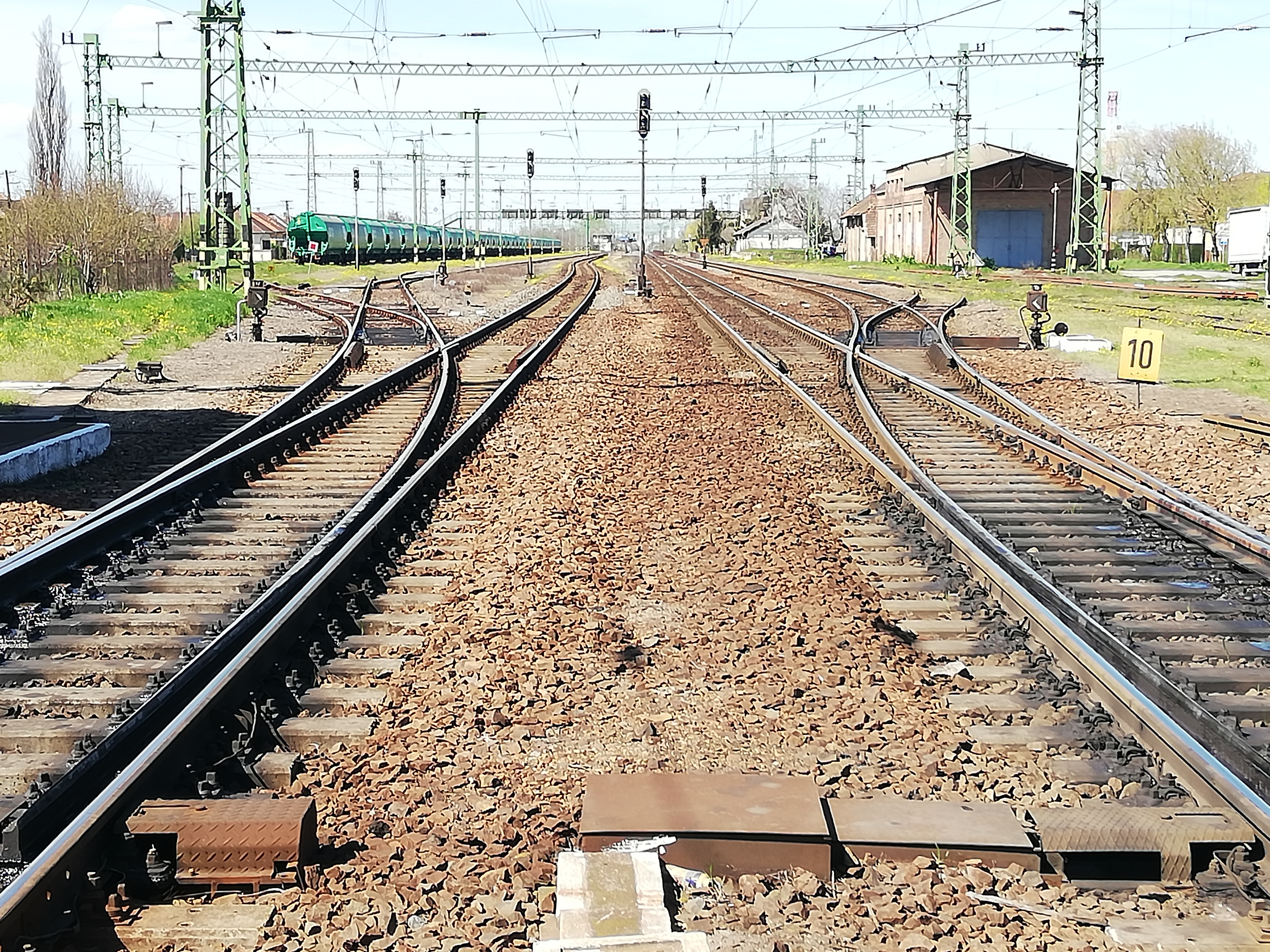
Az állomás vágányhálózata a 3122-es út vasúti keresztezése felől
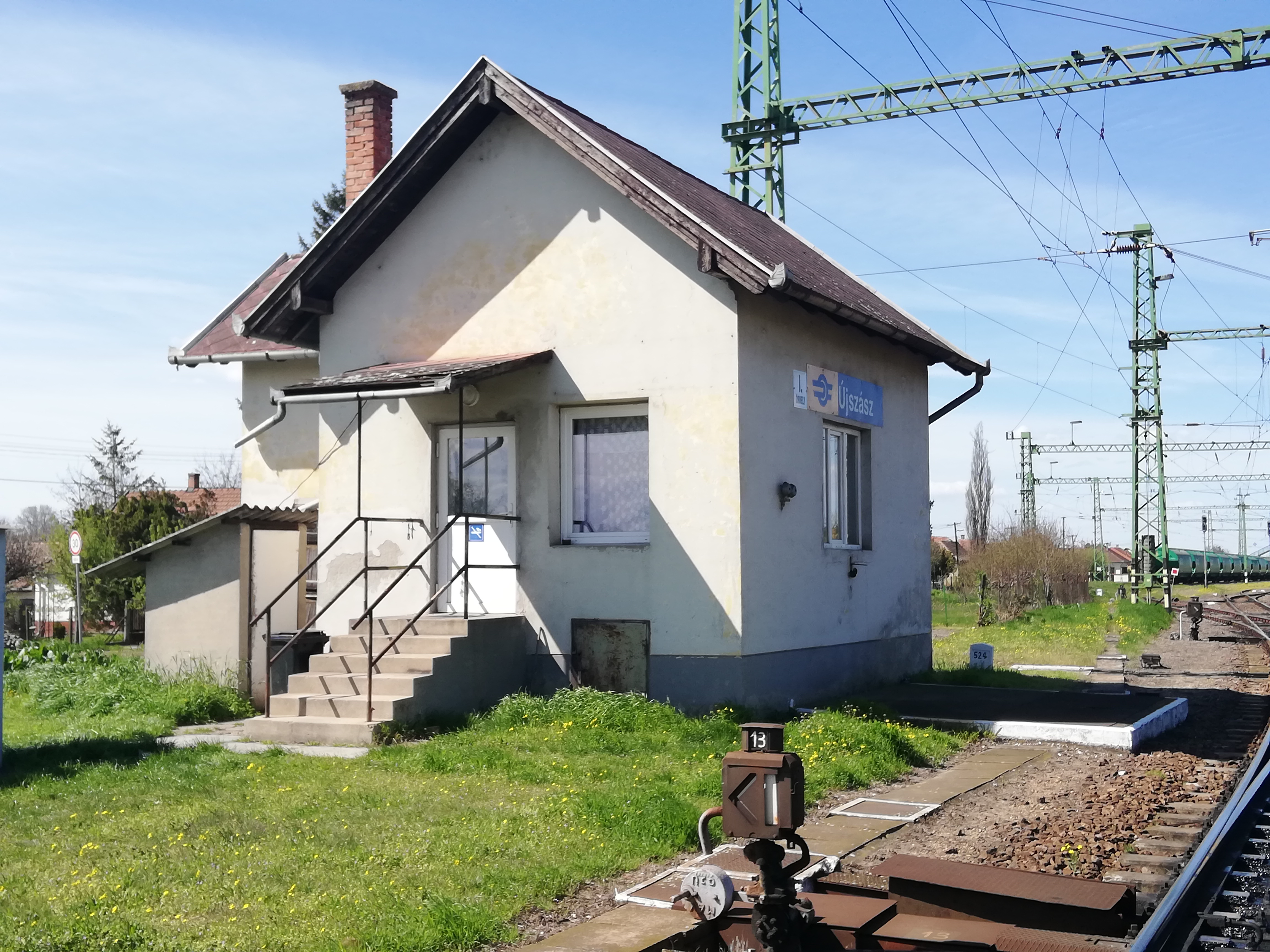
Sorompóőrház az állomás déli szélén, a 3122-es út keresztezésénél
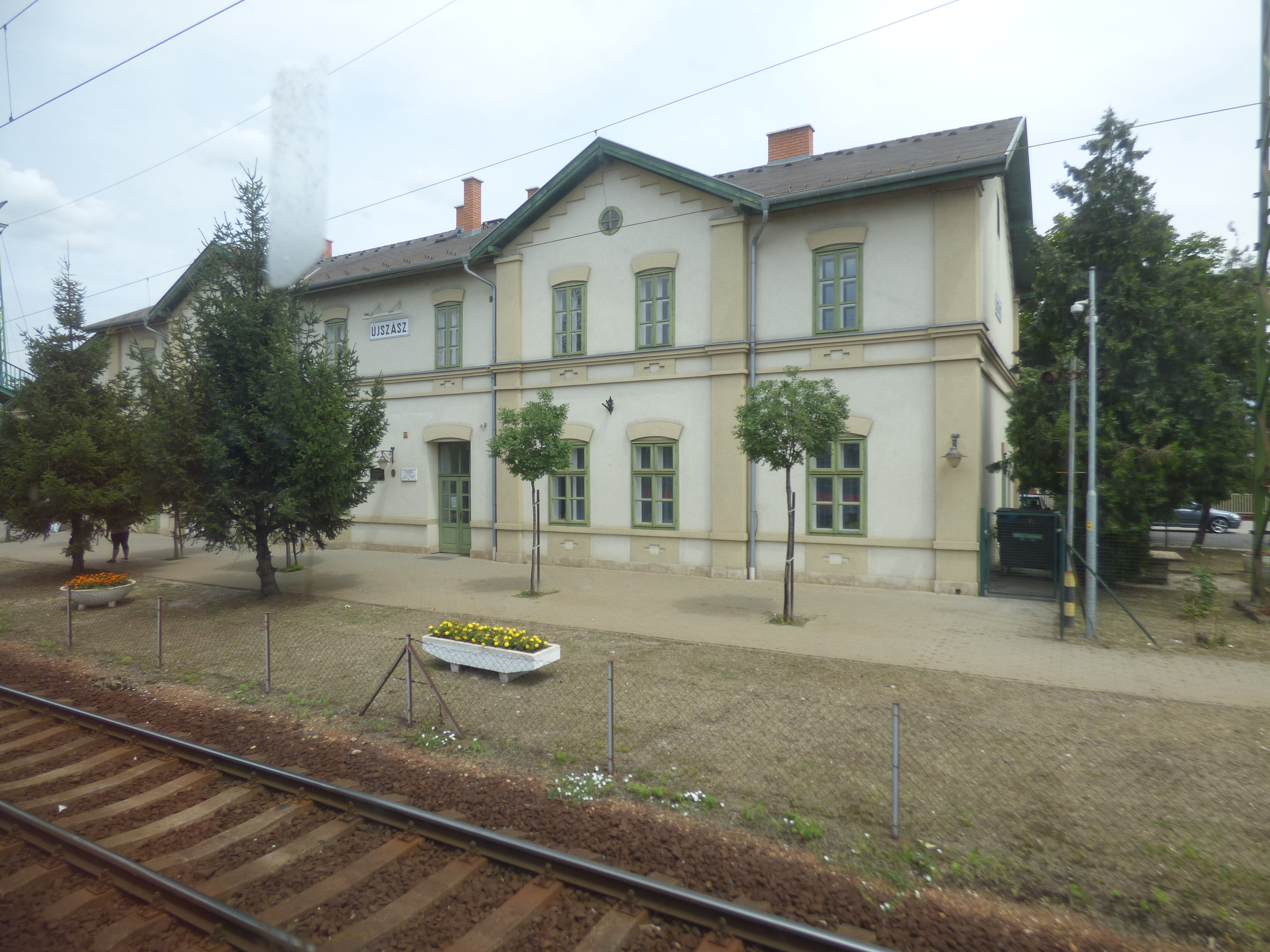
A felvételi épület (2019)
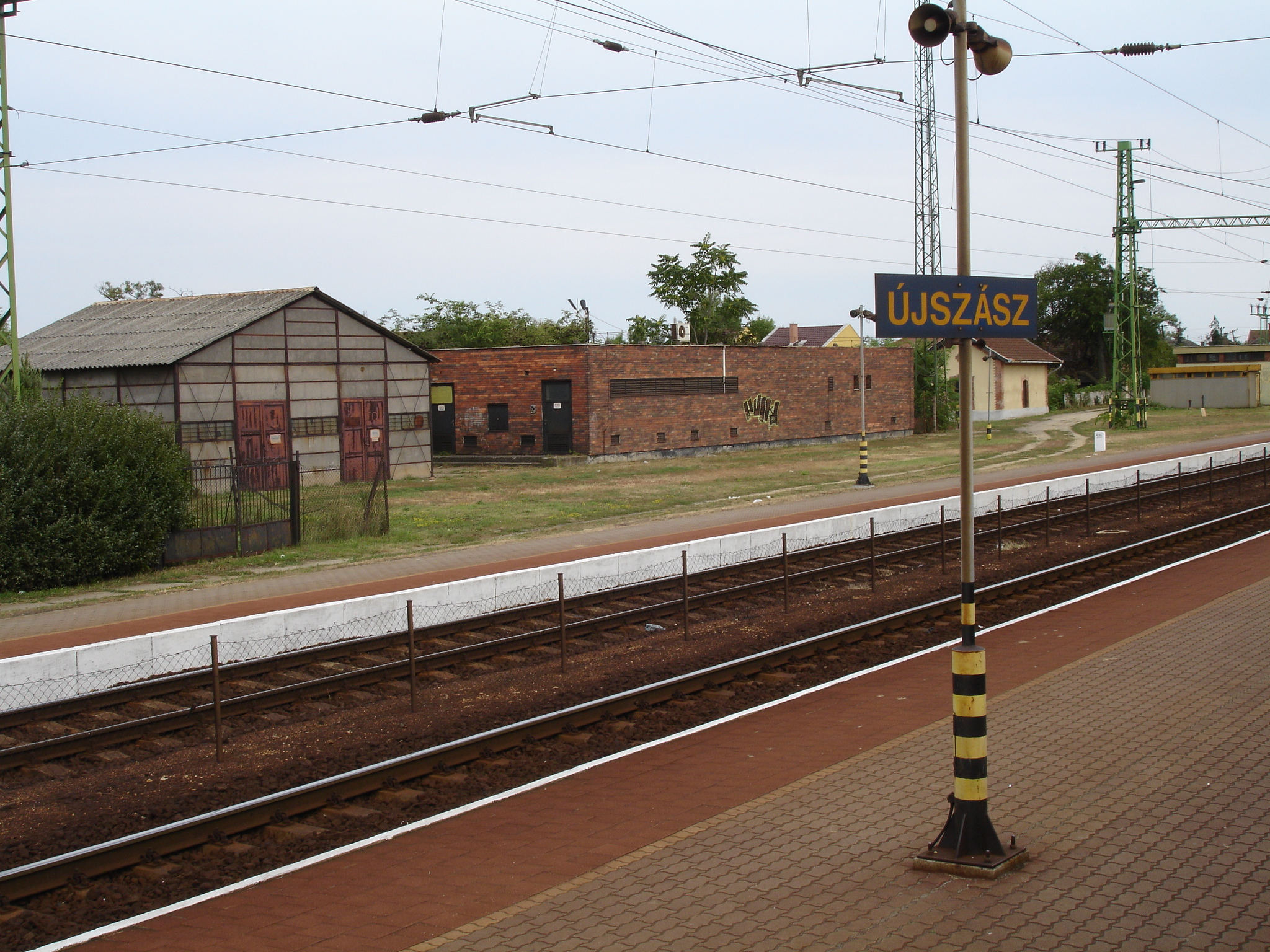
Az állomás 2007-ben